# اولش
اولش (به مجاری: Üllés) یک منطقهٔ مسکونی در مجارستان است که در ناحیه موراهالوم واقع شده‌است. اولش ۴۹٫۸۸ کیلومتر مربع مساحت و ۳٬۲۰۶ نفر جمعیت دارد.